# Porro dolce lungo di Carmagnola
Il porro lungo dolce di Carmagnola è una cultivar di porro coltivata nell'omonimo comune.

## Storia
Il “Porro Lungo Dolce di Carmagnola” è stato selezionato in circa quarant'anni di selezione massale. La cultivar ha trovato un ambiente particolarmente adatto alla coltivazione nel territorio carmagnolese, caratterizzato da terreni alluvionali sciolti e leggeri, specialmente quelli collocati sulla destra idrografica del Po. Nel 2002 è stato riconosciuto dalla Regione Piemonte come P.A.T..

## Caratteristiche
Questa varietà di porro appartiene alla tipologia "lunga"; le piante sono infatti alte fino a 150 cm. La parte edule, completamente imbianchita alla commercializzazione, arriva invece a circa 85 cm di lunghezza. Alla raccolta la pianta pesa fino a 500 grammi con circa 3 cm di diametro. Il Porro dolce lungo di Carmagnola è spiccatamente dolce e tenero, ed è caratterizzato da una facile digeribilità. Viene anche utilizzato per produrre a livello casalingo decotti e sciroppi dalle proprietà diuretiche ed emolienti.

## Coltivazione
Le sementi del porro bianco di Carmagnola vengono prodotte localmente raccogliendole da piante lasciate in campo fino a fine agosto in modo che possano completare la fruttificazione. I frutti del porro sono capsule, e i semi che contengono vengono essiccati al sole. 
La semina viene effettuata in file distanti circa 40 cm su terreno concimato con abbondante letame e poi fresato; il periodo è quello compreso tra fine marzo e metà aprile. Le piantine vengono successivamente trapiantate tra metà giugno e metà luglio, quando hanno raggiunto un'altezza di circa 40 cm; vengono preventivamente accorciate a circa 25 cm perché, una volta trapiantate, possano mantenersi erette. La messa a dimora avviene su file a circa 85 cm di distanza, con una distanza sulla fila di circa 4–5 cm. 
La concimazione si basa principalmente sul letame bovino, integrato da piccole quantità di concimi minerali. Il diserbo è meccanico e si basa su rincalzature che hanno anche lo scopo di arieggiare il suolo. L'irrigazione è in genere a pioggia sulle piantine da trapiantare mentre sui porri messi a dimora dopo il trapianto avviene per scorrimento. 
L'imbianchimento avviene interrando i porri a partire dai primi di ottobre. Le piante protette in serra, inclinandole in modo che la parte che esce dal terreno vada a coprire la fila precedente e sia a sua volta coperta dai porri della fila successiva. Con questo procedimento solo la prima e l'ultima fila non saranno interrate e quindi, ricevendo una maggiore quantità di luce, alla raccolta avranno una minore eziolatura (imbianchimento dovuto alla mancata produzione di clorofilla). 
La commercializzazione del prodotto comincia a un paio di settimane dall'interramento. I porri possono rimanere interrati anche due o tre mesi. L'interramento oltre che favorire l'eziolatura limita anche il rischio di gelate. Un porro lungo dolce di Carmagnola alla raccolta pesa tra i 200 e i 500 grammi, che dopo la pulizia scendono a 100 - 300 grammi. Il diametro varia tra 1,5 cm e 3 cm. La resa media è di 160-185 quintali di prodotto pulito per ettaro..

## Zona di produzione
La zona di produzione del Porro Lungo Dolce di Carmagnola coincide con il territorio comunale di Carmagnola (TO).